# Sump
För andra betydelser, se Sump (olika betydelser).

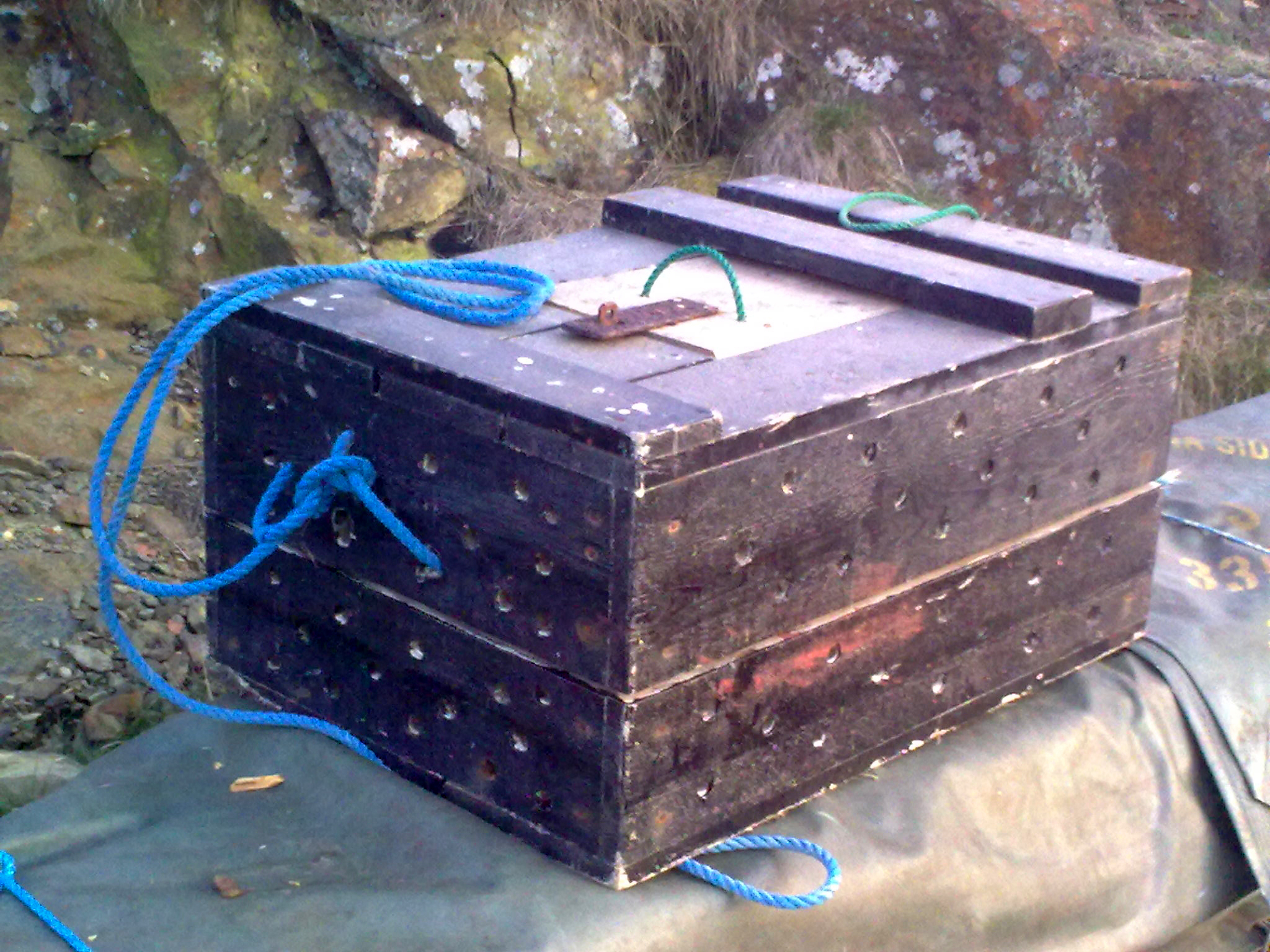
Sump av trä. Hålen i sidorna låter vattnet cirkulera i sumpen.

Sump eller fisksump är en behållare som sänks ner i vattnet för att förvara levande fisk eller kräftor. Sumpar fanns i fiskebåtar, men behovet att hålla fångsten färsk löser man numera vanligen med kylning.  När båten låg i hamn var det förr sumprunkarens uppgift att hålla båten i rörelse så att vattnet cirkulerade och fisken hölls vid liv. Sumpar kan också hängas ner i vattnet från båtar eller bryggor.